# Allopodagrion brachyurum
Allopodagrion brachyurum är en trollsländeart som beskrevs av De Marmels 2001. Allopodagrion brachyurum ingår i släktet Allopodagrion och familjen Megapodagrionidae. Inga underarter finns listade i Catalogue of Life.